# 藤本彩花
藤本 彩花（ふじもと あやか、12月28日 - ）は、日本の女性声優。兵庫県出身。EARLY WING所属。

## 経歴
2015年12月より声優ガールズユニット「Twinkle☆Girls」のメンバーとなる（2018年6月からはT☆Gとして活動中。）。メンバーカラーはピンク。
2019年12月19日、ファンコミュニティアプリfaniconにてオフィシャルファンコミュニティ「🌸あーたんのお花ばたけ🌸」が開設。
2022年4月1日より、EARLY WING準所属から正所属に昇格。

## 人物
趣味・特技はゲーム・ショッピング・お散歩・コスプレ。約145cmの低めの身長がチャームポイントだと語っている。
高校生まで保育士になろうとしていたが、所属していた高校の放送部で「変な声してるな」と言われ、アニメも好きだったことから声優という職業に興味を持った。専門学校アートカレッジ神戸を卒業後、EARLY WING準所属となった。

## 出演
太字はメインキャラクター。

### テレビアニメ
- アイドルマスター シンデレラガールズ劇場（2017年 - 2019年、棟方愛海[8]） - 3シリーズ[一覧 1]
- アイドリッシュセブン Second BEAT!（2020年、観客C）

### Webアニメ
- 神戸女子大学史学科プロモーションWEBアニメ『ヒストリカル』（2016年、鹿角史希[9]）
- アイドルマスター シンデレラガールズ劇場 Extra Stage（2020年、棟方愛海）
- CINDERELLA GIRLS 10th Anniversary Celebration Animation ETERNITY MEMORIES（2022年、棟方愛海）

### ゲーム
2015年
- 輝星のリベリオン（メアリー1世 他）

2017年
- 天空のクラフトフリート（リイナ、ソール）
- 塔亰Clanpool

2018年
- アイドルマスター シンデレラガールズ（2018年 - 2023年、棟方愛海） - 2作品
- ファイトリーグ（独楽乃りぼん）

2019年
- ヴァルキリーコネクト（魔泡少女ソーブル）

2020年
- ひよこ社長のまちづくり（ぼんじり）
- 神獄塔 メアリスケルターFinale（エリー）

2021年
- 四ツ目神 -再会-（シロ）
- ブラック・サージナイト（飛鷹、コナー）
- 魔界戦記ディスガイアRPG（トリア）

2023年
- 六本木サディスティックナイト（義郷キョウ、義郷ヒロ）

2024年
- Death end re;Quest Code Z（東山さなえ）

2025年
- 風雨来記5 (2025年、田淵藍佳)

### ドラマCD
- 天国に一番近い世界（くに）!?（北山麻実）
- 素晴らしき時間旅行!?（黒森七奈）

### デジタルコミック
2021年
- かわいすぎる男子がお家で待っています（麗央の後輩）
- 鬼獄の夜（ミツ）
- 明日からは清楚さん（花江芽衣）
- 青春シンデレラ（女性客A）
- ニーナさんの魔法生活（ニムル）
- 咲ちゃんは淫魔の子（合掌）（美夏）

- サラマンドラの囚神(娘)

### 吹き替え

#### アニメ
- どうぶつたんけん!ドゥダとダダ（2021年、オグリ[25]）

### ラジオ
※はインターネット配信。
- 藤本彩花の本気!アニラブ（2018年 - 2019年、超!A&G+※）[26][27]
- 藤本彩花のにゃんでやねん（2019年、&CAST!!!アワー ラブエール!※）[28][29][30]
- 藤本彩花と長野佑紀のドリーム★エチュード（2019年 - 、&CAST!!!アワー ラブエール!※）[31][32][33]

### ASMR
- 桜木学園癒やし部～1年A組・上野このは ゆるふわ系女子のぽむぽむお耳甘やかし編～（2022年、上野このは）

### 舞台
- キミに贈る朗読会「STARMARIEの声と妄想の世界 Vol5」（2022年11月5日、MsmileBOX渋谷[34]）
- キミに贈る朗読会 特別編「～約束のバレンタイン～」（2023年2月11日、MsmileBOX渋谷[35]）
- キミに贈る朗読会 短編朗読集「ペールライト・アイリス」（2023年5月7日、MsmileBOX渋谷[36]）
- キミに贈る朗読会「記憶の森とルミナストレイン」（2023年10月7日、MsmileBOX渋谷[37]）
- キミに贈る朗読会 「VOICEinBOX～声優さん、出番です～」 Vol.6（2023年11月23日、MsmileBOX渋谷[38]）
- キミに贈る朗読会 「VOICEinBOX～声優さん、出番です～」 Vol.14（2025年4月13日、MsmileBOX渋谷[39][40]）
- キミに贈る朗読会「ゴカンッ！」（2024年7月6日 - 7日、MsmileBOX渋谷）
- キミに贈る朗読会「バレンタインの秘密」（2025年2月9日、MsmileBOX渋谷[41]）

## ディスコグラフィ

### キャラクターソング
| 発売日   | 商品名                                                                                         | 歌 | 楽曲                                             | 備考                                                                               |
| 2018年   | 2018年                                                                                         | 2018年 | 2018年                                           | 2018年                                                                             |
| -------- | ---------------------------------------------------------------------------------------------- | --- | ------------------------------------------------ | ---------------------------------------------------------------------------------- |
| 4月11日  | THE IDOLM@STER CINDERELLA GIRLS MASTER SEASONS SPRING!                                         | 関裕美（会沢紗弥）、水本ゆかり（藤田茜）、棟方愛海（藤本彩花） | 「HARURUNRUN」                                   | ゲーム『アイドルマスター シンデレラガールズ』関連曲                                |
| 7月31日  | -                                                                                              | 棟方愛海（藤本彩花） | 「お願い！シンデレラ 」                          | ゲーム『アイドルマスター シンデレラガールズ スターライトステージ』関連曲           |
| 10月17日 | THE IDOLM@STER CINDERELLA GIRLS STARLIGHT MASTER 22 双翼の独奏歌                               | 及川雫（のぐちゆり）、棟方愛海（藤本彩花） | 「shabon song 〜For SS3A rearrange Mix〜」       | ゲーム『アイドルマスター シンデレラガールズ スターライトステージ』関連曲           |
| 11月9日  | THE IDOLM@STER CINDERELLA GIRLS 6thLIVE MERRY-GO-ROUNDOME!!! MASTER SEASONS SPRING! SOLO REMIX | 棟方愛海（藤本彩花） | 「HARURUNRUN」                                   | ゲーム『アイドルマスター シンデレラガールズ』関連曲                                |
| 2019年   |                                                                                                | |                                                  |                                                                                    |
| 4月17日  | THE IDOLM@STER CINDERELLA GIRLS LITTLE STARS! きゅん・きゅん・まっくす                         | 一ノ瀬志希（藍原ことみ）、乙倉悠貴（中島由貴）、椎名法子（都丸ちよ）、前川みく（高森奈津美）、棟方愛海（藤本彩花）                                                                                         | 「きゅん・きゅん・まっくす」                     | テレビアニメ『アイドルマスター シンデレラガールズ劇場』エンディングテーマ          |
| 4月17日  | THE IDOLM@STER CINDERELLA GIRLS LITTLE STARS! きゅん・きゅん・まっくす                         | 棟方愛海（藤本彩花） | 「きゅん・きゅん・まっくす」                     | テレビアニメ『アイドルマスター シンデレラガールズ劇場』関連曲                      |
| 2020年   |                                                                                                | |                                                  |                                                                                    |
| 2月19日  | THE IDOLM@STER CINDERELLA MASTER 3chord for the Dance!                                         | 宮本フレデリカ（髙野麻美）、棟方愛海（藤本彩花）、及川雫（のぐちゆり）、荒木比奈（田辺留依）、姫川友紀（杜野まこ）                                                                                         | 「ミラーボール・ラブ（M@STER VERSION）」         | ゲーム『アイドルマスター シンデレラガールズ』関連曲                                |
| 6月10日  | THE IDOLM@STER CINDERELLA GIRLS STARLIGHT MASTER 39 O-Ku-Ri-Mo-No Sunday!                      | 棟方愛海（藤本彩花） | 「全力☆Summer!」                                 | ゲーム『アイドルマスター シンデレラガールズ スターライトステージ』関連曲           |
| 9月16日  | THE IDOLM@STER CINDERELLA GIRLS STARLIGHT MASTER GOLD RUSH! 01 Go Just Go!                     | 夢見りあむ（星希成奏）、大槻唯（山下七海）、北条加蓮（渕上舞）、佐藤心（花守ゆみり）、一ノ瀬志希（藍原ことみ）、鷹富士茄子（森下来奈）、棟方愛海（藤本彩花）、川島瑞樹（東山奈央）、五十嵐響子（種﨑敦美） | 「Go Just Go!（M@STER VERSION）」                | ゲーム『アイドルマスター シンデレラガールズ スターライトステージ』関連曲           |
| 9月16日  | THE IDOLM@STER CINDERELLA GIRLS STARLIGHT MASTER GOLD RUSH! 01 Go Just Go!                     | 棟方愛海（藤本彩花） | 「Go Just Go!（M@STER VERSION）」                | ゲーム『アイドルマスター シンデレラガールズ スターライトステージ』関連曲           |
| 11月11日 | THE IDOLM@STER CINDERELLA GIRLS LITTLE STARS EXTRA! ダイアモンド・アテンション                 | 棟方愛海（藤本彩花） | 「オヤマトペ♪」                                  | Webアニメ『アイドルマスター シンデレラガールズ劇場 Extra Stage』エンディングテーマ |
| 2021年   |                                                                                                | |                                                  |                                                                                    |
| 9月22日  | THE IDOLM@STER CINDERELLA GIRLS STARLIGHT MASTER GOLD RUSH! 10 Hungry Bambi                    | 佐々木千枝（今井麻夏）、市原仁奈（久野美咲）、橘ありす（佐藤亜美菜）、龍崎薫（春瀬なつみ）、棟方愛海（藤本彩花）、遊佐こずえ（花谷麻妃）                                                                   | 「Hungry Bambi（M@STER VERSION）」               | ゲーム『アイドルマスター シンデレラガールズ スターライトステージ』関連曲           |
| 9月22日  | THE IDOLM@STER CINDERELLA GIRLS STARLIGHT MASTER GOLD RUSH! 10 Hungry Bambi                    | 棟方愛海（藤本彩花） | 「Hungry Bambi（M@STER VERSION）」               | ゲーム『アイドルマスター シンデレラガールズ スターライトステージ』関連曲           |
| 2023年   |                                                                                                | |                                                  |                                                                                    |
| 5月17日  | THE IDOLM@STER CINDERELLA GIRLS STARLIGHT MASTER R/LOCK ON! 16 ギョーてん！しーわーるど！      | 浅利七海（井上ほの花）、前川みく（高森奈津美）、市原仁奈（久野美咲）、棟方愛海（藤本彩花）、龍崎薫（春瀬なつみ）                                                                                           | 「ギョーてん！しーわーるど！（M@STER VERSION）」 | ゲーム『アイドルマスター シンデレラガールズ スターライトステージ』関連曲           |
| 5月17日  | THE IDOLM@STER CINDERELLA GIRLS STARLIGHT MASTER R/LOCK ON! 16 ギョーてん！しーわーるど！      | 棟方愛海（藤本彩花） | 「ギョーてん！しーわーるど！（M@STER VERSION）」 | ゲーム『アイドルマスター シンデレラガールズ スターライトステージ』関連曲           |
| 2024年   |                                                                                                | |                                                  |                                                                                    |
| 4月10日  | THE IDOLM@STER CINDERELLA GIRLS STARLIGHT MASTER HEART TICKER! 05 Teeenage☆Groovin'            | 喜多見柚（武田羅梨沙多胡）、椎名法子（都丸ちよ）、棟方愛海（藤本彩花） | 「Teeenage☆Groovin'（M@STER VERSION）」          | ゲーム『アイドルマスター シンデレラガールズ スターライトステージ』関連曲           |
| 4月10日  | THE IDOLM@STER CINDERELLA GIRLS STARLIGHT MASTER HEART TICKER! 05 Teeenage☆Groovin'            | 棟方愛海（藤本彩花） | 「Teeenage☆Groovin'（M@STER VERSION）」          | ゲーム『アイドルマスター シンデレラガールズ スターライトステージ』関連曲           |

### その他参加作品
| 発売日         | 商品名                           | 歌        | 楽曲                          | 備考                                               |
| -------------- | -------------------------------- | --------- | ----------------------------- | -------------------------------------------------- |
| 2018年12月29日 | 本気!アニラブ 第13期テーマソング | mirabilis | 「ラブキミレボリューション☆」 | Webラジオ『本気!アニラブ』第13期オープニングテーマ |

## ライブ・イベント

### 合同ライブ
| 出演日              | タイトル                                                                                       | 会場                               |
| ------------------- | ---------------------------------------------------------------------------------------------- | ---------------------------------- |
| 2018年9月8日・9日   | THE IDOLM@STER CINDERELLA GIRLS SS3A Live Sound Booth♪                                         | ヤマダグリーンドーム前橋（群馬県） |
| 2018年11月10日      | THE IDOLM@STER CINDERELLA GIRLS 6thLIVE MERRY-GO-ROUNDOME!!!                                   | メットライフドーム（埼玉県）       |
| 2019年11月9日・10日 | THE IDOLM@STER CINDERELLA GIRLS 7thLIVE TOUR Special 3chord♪ Funky Dancing!                    | ナゴヤドーム（愛知県）             |
| 2021年10月2日・3日  | THE IDOLM@STER CINDERELLA GIRLS 10th ANNIVERSARY M@GICAL WONDERLAND TOUR!!! MerryMaerchen Land | 西日本総合展示場 新館（福岡県）    |
| 2022年4月2日・3日   | THE IDOLM@STER CINDERELLA GIRLS 10th ANNIVERSARY M@GICAL WONDERLAND!!!                         | ベルーナドーム（埼玉県）           |
| 2022年9月3日        | THE IDOLM@STER CINDERELLA GIRLS LIKE4LIVE #cg_ootd                                             | 日本ガイシホール（愛知県）         |